# Naturschutzgebiet Lemberg
Koordinaten: 49° 46′ 59″ N, 7° 46′ 0″ O
Das Naturschutzgebiet Lemberg liegt im Norden des Nordpfälzer Berglandes im Landkreis Bad Kreuznach in Rheinland-Pfalz.
Das Gebiet um den Lemberg ist geprägt vom Abbau von Quecksilbererzen in den vergangenen Jahrhunderten. Neben den zahlreichen Spuren, die man immer wieder findet, ist der Schmittenstollen (außerhalb des Naturschutzgebiets) für Besucher zugänglich gemacht worden.
Unterhalb des Berges wurde die Nahe zu einem kleinen Stausee aufgestaut, der im angrenzenden NSG Nahetal von Boos bis Niederhausen liegt. Zahlreiche Wasservögel, wie beispielsweise der Eisvogel und die Rohrdommel, haben hier ihr Jagd- und Brutrevier. Auch der Wald im Naturschutzgebiet Lemberg ist ein Refugium für seltene Pflanzen und weist eine artenreiche Vogel- und Kleintierwelt auf.
Der Lemberg wurde am 17. Juli 1987 von der Bezirksregierung Koblenz als Naturschutzgebiet ausgewiesen. Diese Unterschutzstellung ersetzte eine bereits im Juni 1942 erlassene Verordnung. Das Schutzgebiet hat eine Größe von ca. 218 ha und liegt ausschließlich auf der Gemarkung von Feilbingert; es trägt die Kennung „NSG-7133-067“.
Der Schutzzweck ist die Erhaltung dieses Landschaftsraumes als Lebensraum seltener in ihrem Bestande bedrohter wildlebender Tierarten, als Lebensraum in ihrem Bestande bedrohter wildlebender Pflanzen und Pflanzengesellschaften sowie aus wissenschaftlichen Gründen.